# Ла-Пола-де-Гордон
Ла-Пола-де-Гордон (ісп. La Pola de Gordón) — муніципалітет в Іспанії, у складі автономної спільноти Кастилія-і-Леон, у провінції Леон. Населення — 3969 осіб (2010).
Муніципалітет розташований на відстані близько 320 км на північний захід від Мадрида, 28 км на північ від Леона.
На території муніципалітету розташовані такі населені пункти: (дані про населення за 2010 рік)
- Лос-Барріос-де-Гордон: 89 осіб
- Беберіно: 68 осіб
- Буїса: 91 особа
- Каборнера: 88 осіб
- Сіньєра: 929 осіб
- Фольєдо: 40 осіб
- Херас: 80 осіб
- Уергас-де-Гордон: 120 осіб
- Льйомбера: 86 осіб
- Носедо-де-Гордон: 43 особи
- Параділья-де-Гордон: 5 осіб
- Переділья: 84 особи
- Ла-Пола-де-Гордон: 1209 осіб
- Санта-Лусія: 598 осіб
- Вега-де-Гордон: 126 осіб
- Ла-Від: 217 осіб
- Вільясімпліс: 96 осіб

## Демографія
Динаміка населення (INE ):